# عقدة استعلاء
عقدة الاستعلاء هي إحدى الحيل النفسية التي يتعارض فيها شعور الشخص بالاستعلاء مع شعوره بالدونية أو يختفي وراءه. ولقد كان أول من استخدم هذا المصطلح هو ألفرد أدلر (7 فبراير 1870 - 28 مايو 1937) كجزء من مدرسته لـ علم النفس الفردي. ولقد قدم هذا المصطلح في سلسلة كتبه التي من بينها «فهم الطبيعة البشرية» (Understanding Human Nature) و«الاهتمام الاجتماعي» (Social Interest).

## تعريف أدلر
«ينبغي ألا نندهش إذا ما شهدنا حالات عقدة [الشعور] بالدونية التي تتخفى خلفها عقدة الاستعلاء بطريقة أو بأخرى. على الناحية الأخرى، إذا ما بحثنا في عقدة الاستعلاء ودرسنا مدى استمرارها، سنكتشف دومًا مركب [الشعور] بالدونية متخفيًا خلفها بصورة أو بأخرى.»
«إذا كان هناك شخص متفاخر فما هذا سوى لشعوره بالدونية، فهو لا يشعر بالقدرة التي تمكنه من التنافس مع الآخرين في مناحي الحياة المفيدة. ومن ثم يظل في الجانب عديم الفائدة. فهو لا يشعر بالتناغم مع المجتمع. فمن الواضح أنها سمة في الطبيعة البشرية، فعندما يشعر الإنسان بالضعف - الكبار والأطفال - فإنه يريد أن يحل مشكلات الحياة بطريقة تمكنه من تحقيق الاستعلاء الشخصي دون أن يمتزج ذلك بالفائدة الاجتماعية. وتأتي في المرحلة التالية عقدة الاستعلاء. فهي تعوض مركب [الشعور] بالدونية».
«إن عقدة الاستعلاء هي إحدى الطرق التي يستخدمها الشخص الذي يشعر بمركب الدونية للإفلات من الصعوبات التي يواجهها. فيدعي أنه أكبر من ذلك وهو في الحقيقة ليس كذلك، وهذا النجاح الكاذب يعوض حالة الدونية التي لا يمكنه تحملها. ولا يشعر الشخص الطبيعي بعقدة الاستعلاء، ولا ينتابه أصلاً الشعور بالاستعلاء. بل هو يسعى ليحقق مرتبة عالية من حيث معنى الطموح الذي نشعر به جميعًا لتحقيق النجاح؛ ولكن طالما خرج هذا السعي في صورة عمل فهذا لا يؤدي إلى تقييمات خاطئة، التي هي أساس المرض العقلي.»
من منظور ألفرد أدلر، عندما يواجه الشخص مهمة ما فهو يريد التفوق عليها أو إجادتها. فهذا يُعرف بالسعي نحو التفوق. وبالنسبة للشخص المؤهل جيدًا، فإن هذا السعي نحو التفوق لا يكون لتحقيق تفوق شخصي في مواجهة الآخرين، بل هو تفوق على المهمة أو العثور على إجابات مفيدة عن أسئلة في الحياة. فعندما تواجه الشخص مهمة صعبة، سيشعر أمامها بالدونية أو يشعر بأن الموقف الحالي ليس جيدًا كما من المفترض أن يكون. وهذا الشعور مشابه للشعور بالضغط. فإذا لم يكن الشخص مدربًا جيدًا، فقد يبدو أن المهمة كبيرةً جدًا بحيث لا يمكن التغلب عليها وسيؤدي ذلك إلى شعور مبالغ فيه بالدونية أو القلق الشديد. وقد يقلع الشخص عن محاولة إجادة المهمة بعد عدة محاولات فاشلة لإنجازها، وبهذا يشعر بمركب الدونية أو بحالة إحباط. وقد يحاول الشخص أيضًا محاولات عدة من أجل حل المشكلة ويجد حلاً للمشكلة بما يسبب المشكلات في نواحٍ أخرى. فالشخص الذي يجيب عن سؤال «كيف أكون نحيفًا؟» بعبارة «عدم تناول الطعام» سيصبح نحيفًا ولكن ذلك سيكون على حساب صحة الجسم العامة.
إن الشخص الذي لم يتدرب جيدًا على حل مشكلات الحياة قد يتحول عن السعي من أجل تحقيق التفوق مستخدمًا طرقًا مفيدة إلى السعي إلى تحقيق الاستعلاء الشخصي على حساب كل شيء. فإذا لم يستطع الشخص أن يؤدي أداءً أفضل من شخص آخر معتمدًا على فضائله الشخصية، فسيحاول تدمير شخص آخر أو مجموعة أخرى للحفاظ على حالة التفوق.